# داوید مونتانر
داوید مونتانر (اسپانیایی: David Muntaner‎؛ زادهٔ ۱۲ ژوئیهٔ ۱۹۸۳) دوچرخه‌سوار اهل اسپانیا است.
وی در مسابقات کشوری و بین‌المللی در مجموع برندهٔ ۱ مدال طلا، ۲ مدال نقره شده‌است.